# Kwangmyong (rede)

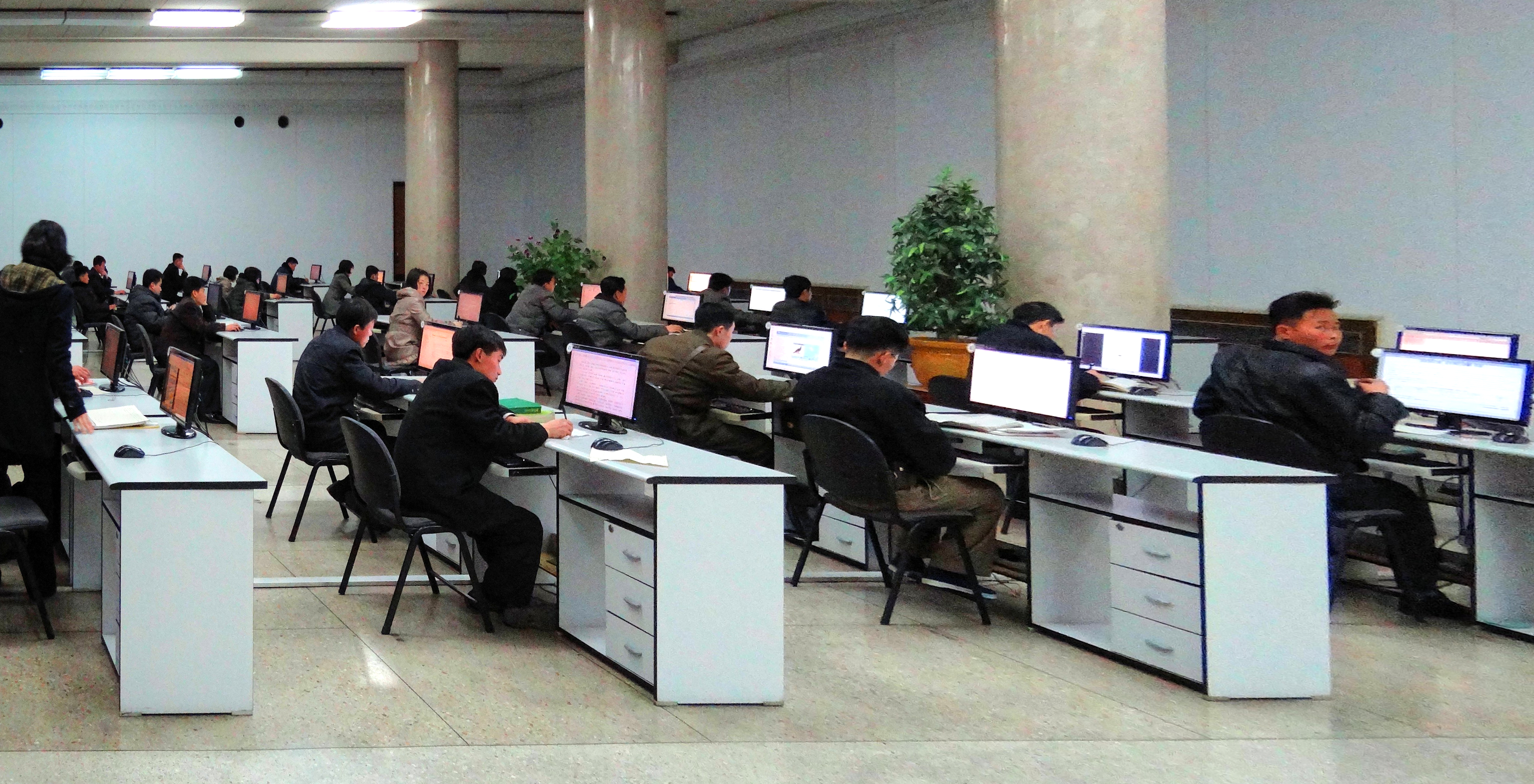
Um laboratório de informática equipado com acesso à rede Kwangmyong na Grande Casa de Estudo do Povo em Pyongyang.

Kwangmyong (hangul: 광명; hanja: 光明; em português: "Luz") é uma intranet nacional da Coreia do Norte em funcionamento desde o ano 2000. Pode ser acessada por navegadores de internet, incorpora serviços de correio eletrônico, grupos de notícias e um motor de busca interno. A rede usa seu próprio serviço DNS para usar nomes de domínio inexistentes da Internet global. As páginas são acessadas através de URLs ou de endereços IP.
Somente alguns funcionários do governo e turistas têm acesso à Internet, fazendo com que a Kwangmyong seja a única rede disponível à grande maioria dos usuários norte-coreanos, um serviço de uso gratuito.

## Conteúdo
A rede Kwangmyong é composta por várias páginas e serviços, incluindo também mas não somente: política, economia, ciência, cultura, correio eletrônico e um serviço de rede social; serviço nacional de notícias; pesquisas científicas acadêmicas (hangul: 과학기술전시관; hanja: 科學技術展示館), tal como os da Academia de Ciências para as Ciências Médicas (hangul: 의학과학정보센터); páginas de várias agências do governo norte-coreano: governos regionais, instituições culturais, universidades e organizações industriais e comerciais; páginas censuradas da internet (geralmente no campo das ciências) são baixadas, revistas, analisadas e reeditadas pelos censores, para assim serem publicadas na Kwangmyong; uma biblioteca eletrônica; e poucas páginas de comércio eletrônico de empresas autorizadas. Em 2014, estimava-se que a Kwangmyong tivesse entre 1 000 e 5 500 páginas.

## Acesso
A rede Kwangmyong é acessível dentro da Coreia do Norte, estando disponível dentro das cidades grandes e sedes regionais, assim como em universidades e organizações comerciais e industriais. Há vários cyber cafés em Pyongyang.
O acesso é feito por linha discada, ilimitada e disponível 24 horas por dia. Em 2013, vários tablets com sistemas amplamente modificados e baseados no Android, inclusive o Samjiyon, podem ser comprados para dar acesso à Kwangmyong.

## Controle da informação
A Kwangmyong foi projetada para uso interno na Coreia do Norte e é referida como "intranet". Essa rede, assim projetada, impede que os norte-coreanos acessem conteúdo oriundo do estrangeiro, especialmente conteúdo livre e não verificado pelos censores. Assim, questões sensíveis e informações sem controle dificilmente surgirão na Kwangmyong em função da ausência de ligação com o mundo exterior. A rede é mantida por entidades governamentais. Considerando-se que não há ligação direta à Internet, informações indesejadas não podem entrar na rede, uma vez que toda informação é filtrada e processada pelas agências governamentais antes de ser carregada na intranet nacional. Países como Birmânia e Cuba também usam intranets nacionais separadas do restante da internet, e foi reportado que o governo do Irã tinha planos em criar rede semelhante, mas que esta funcionaria paralelamente à  Internet e não a substituiria.